# 1919 у кіно

## Події
- 5 лютого — Чарлі Чаплін, Мері Пікфорд, Дуглас Фербенкс і Д. В. Гріффіт запустили United Artists.

## Фільми
- Не такий як усі
- Чоловік і Жінка

## Персоналії

### Народилися
- 1 січня:
  - Гранін Данило Олександрович, російський письменник, сценарист.
  - Владимиров Ігор Петрович, радянський актор.
- 13 січня:
  - Роберт Стек, американський кіноактор.
  - Трипольський Яків Володимирович, грузинський радянський актор.
- 28 січня — Кормунін Павло Васильович, білоруський актор.
- 2 лютого — Бісновата Рива Давидівна, радянська українська звукорежисерка.
- 5 лютого — Ред Баттонс, американський актор і комік, лауреат премії «Оскар» (1958).
- 10 лютого — Володін Олександр Мойсейович, російський драматург, сценарист, поет і публіцист єврейського походження.
- 11 лютого — Ева Габор, американська акторка.
- 13 лютого — Кримов Пантелеймон Олександрович, радянський російський актор театру і кіно.
- 18 лютого — Джек Паланс, американський кіноактор українського походження.
- 2 березня — Дженніфер Джонс, американська акторка, лауреатка премії «Оскар».
- 8 березня — Умурзакова Аміна Єргожаївна, акторка театру і кіно.
- 11 березня — Головко Кіра Миколаївна, радянська і російська акторка театру і кіно.
- 29 березня — Айлін Гекарт, американська акторка, володарка премії «Оскар» (1973).
- 7 квітня — Міклош Ґабор, угорський актор.
- 13 квітня — Говард Кіл, американський актор і співак.
- 8 травня — Лекс Баркер, американський кіноактор (пом. 1973).
- 10 травня — Альошина Тамара Іванівна, радянська акторка.
- 21 травня — Алтайська Віра Володимирівна, радянська акторка театру і кіно.
- 2 червня:
  - Флоранс Марлі, французька акторка чеського походження (пом. 1978).
  - Тимошенко Юрій Трохимович, український радянський актор.
- 11 червня — Річард Тодд, ірландський кіноактор.
- 12 червня — Ута Гаген, німецько-американська акторка і театральна педагогиня.
- 14 червня — Сем Вонамейкер, американський актор і кінорежисер українсько-єврейського походження.
- 18 червня — Юрі Ярвет, естонський радянський актор театру і кіно.
- 7 липня — Джон Пертві, англійський актор.
- 14 липня — Ліно Вентура, французький кіноактор італійського походження.
- 21 липня — Чемодуров Анатолій Володимирович, російський актор, режисер.
- 22 липня — Львовський Михайло Григорович, російський поет, драматург, публіцист, сценарист.
- 8 серпня — Діно Де Лаурентіс, американський кінопродюсер італійського походження.
- 19 серпня — Швідлер Мальвіна Зіновіївна, українська акторка.
- 30 серпня — Беніова Серафима Мойсеївна, радянська і українська організаторка кіновиробництва.
- 1 вересня — Лихогоденко Семен Сергійович, радянський, український актор кіно та театру.
- 21 вересня — Калачевська Любов Пилипівна, радянська українська театральна акторка.
- 26 вересня — Гринько Олександр Боніфатійович, український актор, співак (бас) (пом. 2013).
- 2 жовтня — Ширлі Кларк, американська незалежна кінорежисерка.
- 5 жовтня — Дональд Плісенс, англійський актор, кавалер ордена Британської імперії.
- 28 жовтня — Бернгард Віккі, австрійський і німецький актор і кінорежисер.
- 4 листопада — Мартін Болсам, американський актор.
- 11 листопада:
  - Березін Юхим Йосипович, український актор.
  - Кусенко Ольга Яківна, українська акторка.
- 26 листопада — Анрі Відаль, французький актор.
- 17 грудня — Бондар Іван Севастянович, український радянський актор.

### Померли
- 16 лютого — Віра Холодна, російська акторка.